# Euproctis bernardi
Euproctis bernardi är en fjärilsart som beskrevs av Griveaud 1973. Euproctis bernardi ingår i släktet Euproctis och familjen tofsspinnare. Inga underarter finns listade i Catalogue of Life.